# Alexander Lernet-Holenia
Alexander Lernet-Holenia (ur. 21 października 1897 w Wiedniu, zm. 3 lipca 1976 tamże) – austriacki pisarz, poeta, i historyk.
Syn Aleksandra i Sidonii z domu Holenia, córki Romualda, przemysłowca.
Nagrodzony Adalbert-Stifter-Preis (1967).